# Leersum

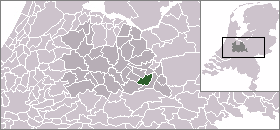
Leersums läge

Leersum är en historisk kommun i provinsen Utrecht i Nederländerna. Kommunens totala area är 30,22 km² (där 0,30 km² är vatten) och invånarantalet är på 7 669 invånare (2005).